# Kittlitz (ród)

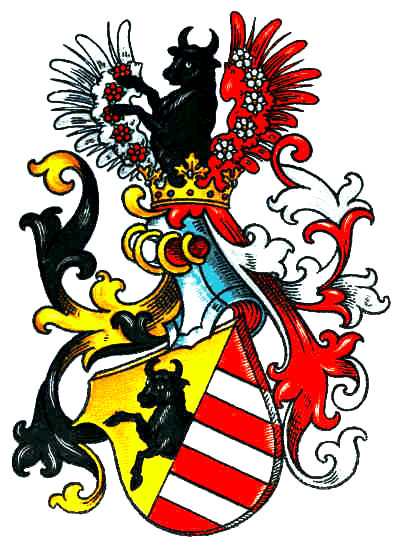
Herb Kittlitzów

Ród von Kittlitz (Kietlicz) – śląski ród szlachecki, który według Johanna Sinapiusa wywodzi swoje pochodzenie od książąt słowiańskich. Na Śląsk Kittlitzowie przybyli z ziem łużyckich i osiedlili się w księstwach głogowskim, żagańskim i legnickim. Kittlitzowie pieczętowali się herbem własnym Kietlicz. Od nich początek wzięły kolejne rody szlacheckie takie jak: Kiczkowie, Żegotowie, Cyganowie, Karwińscy, a także niektóre rodziny mieszczańskie.
Za protoplastę śląskiej linii rodu uchodzi Henryk von Kittlitz, który był rycerzem na dworze księcia Sobiesława I. Na początku XVI wieku ród podzielił się na liczne linie, z których najbardziej znane są linia z Ocic i linia z Małomic.
Linia z Ocic istniała już w XV wieku, tytułowano ich baronami choć prawdopodobnie nie mieli do tego prawa. Linia ta żyje do dziś.
Linia z Małomic istniała od XIV wieku. Za jej protoplastę jest uważany Mikołaj baron von Kittlitz. Natomiast ostatnią uprawnioną do tytułu panów na Małomicach była Urszula Marianna (ur. 1640, zm. 1694), córka Zygfryda von Kittlitz i Zofii von Schulenburg. Linia z Małomic dała także początek mieszczańskiej rodzinie aus Zagan, z której Baltazar Bürger aus Zagan pieczętował się herbem Kittlitzów (według J. Cureusa był prawnukiem Mikołaja von Kittlitz). Uprawniona do tytułu linia wygasła w roku 1694.

## Znani Kittlitzowie

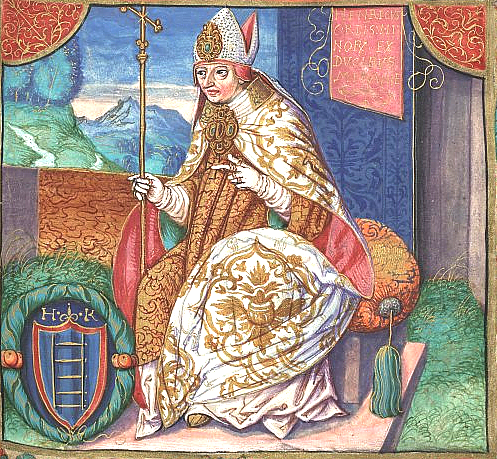
Henryk Kietlicz

- Henryk von Kittlitz – rycerz na dworze księcia Sobiesława I.
- Henryk, Zygfryd i Bertold Kittlitzowie – synowie Henryka, byli w 1160 roku ministeriałami biskupów miśnieńskich.
- Henryk Kietlicz (1199 – 1219) – arcybiskup gnieźnieński.
- Henryk Kietlicz – przed 1177 rokiem pełnił urząd kasztelana krakowskiego.
- Otto von Kittlitz – w 1255 pojawił się na dworze księcia Bolesław Rogatki.
- Jan Kietlicz (? – 1408) – biskup lubuski i miśnieński.
- Polke, Hannus i Nickel Kittlitzowie – brali udział w bitwie pod Grunwaldem po stronie zakonu.
- Erazm von Kittlitz – był starostą księstwa brzeskiego w 1559 roku.
- Kacper von Kittlitz – był starostą księstwa głogowskiego w 1565 roku.
- Barbara von Kittlitz – przełożona klasztoru w Szprotawie w 1575 roku.